# Incident Panay
Incidentom Panay naziva se potapanje američke riječne topovnjače USS Panay od strane japanskih borbenih zrakoplova u vrijeme Drugog kinesko-japanskog rata. Ovaj incident dogodio se 12. prosinca 1937. dok je topovnjača bila usidrena na Jangceu nedaleko Nanjinga. 
U to vrijeme Japan i SAD nisu bile u ratu, a Japanci su tvrdili, da nisu vidjeli zastavu SAD-a oslikanu na krovu broda. Ispričali su se i platili odštetu. No ovaj napad kao i kasniji incident kad je japanski vojnik ošamario američkog dužnosnika Allisona, okrenuli su javnost SAD-a protiv Japana. 

## Incident
Panay je bio brod plitkog gaza, sagrađen u Šangaju upravo za riječnu plovidbu. Bio je u sastavu azijske divizije američke mornarice služeći u Jangce patroli koja je patrolirala Jangceom radi zaštite američkih građana i imovine.
Nakon invazije Kine u ljeto 1937., japanske snage su se u prosincu kretale prema Nanjingu. Kako bi izbjegao teške borbe Kineza s japanskim snagama,  Panay je 11. prosinca s američkim dužnosnicima i nekoliko civila napustio Nanjing krećući se uzvodno Jangceom. Pratio je tri tankera čiji kapetani su također odlučili napustiti grad. U konvoju su bile i dvije britanske topovnjače i nekoliko manjih plovnih jedinica. Još u prvom kilometru plovidbe uzvodno, konvoj je s obale gađalo japansko topništvo. Usprkos snažnoj paljbi i sporoj plovidbi, brodovi su bez pogotka uspjeli izaći iz dometa topništva.
Japanska komanda bila je obaviještena o ovoj plovidbi, ali su također imali i obavjesti o povlačenju kineskih trupa velikim parobrodima i drugim plovilima, pa je pilotima izdana naredba da potope sve brodove uzvodno od Nanjinga. U to vrijeme Panay i tri tankera bili su usidreni i imali izvješene američke zastave. 

## Japanski napad
Oko 13,30 sati, osam japanskih bombardera napalo je Panay bacivši 18 bombi koje su mu uništile prednji top, zapovjedni most, bolnički dio i strojarnicu. Kapetan, dio posade i putnika bili su ranjeni. Samo nekoliko minuta kasnije, napadaju ga 12 sljedećih bombardera i 9 lovaca. Bačeno je oko 20 bombi, dok su lovci u niskom letu pucali na brod. U međuvremenu s Panaya uzvraćaju vatru, no brod je bio toliko oštećen da je počeo tonuti.
Kapetan je zapovjedio napuštanje broda. Lovci su nastavili paljbu i na čamce za spašavanje, kao i na obalnu vegetaciju gdje su se iskrcali preživjeli.
Panay je već kratko prije 16 sati potonuo. Troje ljudi, dva vojnika i jedan civil, su poginuli, dok su 43 mornara i pet civila ranjeni. Razoreni su i dva tankera.
Preživjele s Panaya dva dana kasnije su ukrcali jedna američka i jedna britanska topovnjača. Pri tome, britanski brod je također bio napadnut i teško oštećen dok se približavao mjestu napada.

## Posljedice
Nakon incidenta došlo je do diplomatskih napetosti SADa i Japana. Japan je platio 2,214.007,36 $ odštete kako bi izgladio incident, i službeno se zbog njega ispričao.
Brojni japanski građani slali su pisma isprike i novčane priloge američkom veleposlanstvu u Tokiju.
Ovaj incident, zajedno s izviješćima o okrutnosti i grozotama koje su činili japanski vojnici - naročito Masakr u Nanjingu - promijenio je sliku o Japanu koju su građani SAD-a imali do tada.

## Vanjske poveznice
- Fotos und Videos zum Panay-Vorfall  Arhivirana inačica izvorne stranice od 29. studenoga 2009. (Wayback Machine) (engleski)
- http://www.archive.org/details/1937-12-12_Bombing_of_USS_Panay
- The Panay Incident and Japan-US relations (パネー号事件と日米関係), in US-Japan War Talks (japanski)